# Roberto Cesaro
Roberto Cesaro (* 4. Dezember 1986) ist ein ehemaliger italienischer Straßenradrennfahrer.
Roberto Cesaro wurde 2007 in der U23-Klasse Etappenzweiter beim Giro di Toscana. In der Saison 2009 konnte er den Giro del Casentino für sich entscheiden. 2011 gewann er für das italienische Continental Team Miche-Guerciotti eine Etappe der Tour du Maroc und 2012 als Teil des Meridiana Kamen Team eine Etappe der Griechenland-Rundfahrt.

## Erfolge
2009
- Giro del Casentino

2011
- eine Etappe Tour du Maroc

2012
- eine Etappe Griechenland-Rundfahrt

## Teams
- 2010 Miche
- 2011 Miche-Guerciotti
- 2012 Meridiana Kamen Team